# Jervis Bay (Schiff)
Die Jervis Bay, auch HMS Jervis Bay, war ein britischer Hilfskreuzer der Royal Navy, der aus einem ehemaligen Liniendampfer der Aberdeen & Commonwealth Line umgebaut wurde.

## Geschichte
Der Liniendampfer Jervis Bay wurde 1922 bei der Aberdeen & Commonwealth Line in Dienst gestellt.
Als 1939/1940 Großbritanniens Versorgung zum Großteil von den Atlantikkonvois aus den Vereinigten Staaten abhing, bestand ein riesiger Bedarf am Hilfsschiffen, um diese Konvois zum Schutz vor deutschen U-Booten und Überwasserschiffen zu begleiten. Deshalb wurden gut 50 dazu geeignete Handelsschiffe zu Hilfskreuzern umgebaut. Diese Veränderung bestand im Fall der Jervis Bay aus dem Einbau von sieben 15,2-cm-Geschützen aus dem Ersten Weltkrieg sowie zwei ebenso alten 7,6-cm-Flugabwehrkanonen.
Bei der Royal Navy wurde die Jervis Bay im Oktober 1939 in Dienst gestellt. Ihre erste Einsatzfahrt machte sie im Mai 1940 als Eskorte. Im Oktober/November 1940 war sie die einzige Eskorte für den aus 37 Handelsschiffen bestehenden Geleitzug HX 84, als er von dem deutschen Schweren Kreuzer Admiral Scheer angegriffen wurde. Der Kapitän der Jervis Bay, Edward Fegen, befahl dem Konvoi sich zu zerstreuen und versuchte eine künstliche Nebelwand zu erzeugen. Mit der Jervis Bay ließ Fegen Kurs auf die Admiral Scheer setzen, um das Feuer auf sein Schiff ziehen. Dazu griff er das deutlich besser bewaffnete und gepanzerte Schiff mit seinen 152,4-mm-Geschützen an. Die deutschen Granaten trafen die Jervis Bay schwer. Fegen selbst wurde verwundet und viele Besatzungsmitglieder getötet. Trotzdem kämpfte die Crew weiter, bis ihr Schiff versenkt war. Kapitän Fegen und viele der Besatzung gingen mit dem Schiff unter. Der Kampf mit der Admiral Scheer dauerte nur 22 Minuten.
Durch den Einsatz der Besatzung der Jervis Bay, die sich trotz ihrer deutlich schwächeren Bewaffnung auf ein Gefecht einließ, konnte eine völlige Vernichtung des Konvois verhindert werden. Nur sechs Schiffe des Konvois, einschließlich der Jervis Bay, wurden versenkt. Das wurde auch dadurch unterstützt, dass sich der Konvoi zerstreute. Die Jervis Bay sank am 5. November 1940. (Lage)
Captain Fegen, der mit dem Schiff unterging, erhielt postum das Victoria-Kreuz verliehen. Auch sein Gegner, der damalige Kapitän zur See Theodor Krancke von der Admiral Scheer, drückte in seinen Erinnerungen seine Hochachtung gegenüber der Tapferkeit des Briten aus.

## Film
- Das Gefecht mit der Admiral Scheer und der Untergang des Hilfskreuzers wurde 1943 in dem britischen Spielfilm San Demetrio nachinszeniert.